# Jeune fille
Jeune fille ist ein Roman von Anne Wiazemsky. Er erschien erstmals 2007. Die deutschsprachige Übersetzung von Judith Klein erschien 2009 im Verlag C. H. Beck.

## Inhalt
Der Roman beginnt im Februar 2004 mit der Vorbereitung der Ich-Erzählerin auf ein Treffen mit Renée Faure, die im Film Das Hohelied der Liebe von Robert Bresson mitgewirkt hat. Als Wiazemsky Faure fragt, ob Bresson in sie verliebt gewesen sei, verneint sie die Frage.
Ab nun folgt ein Rückblick in das Jahr 1965, als Wiazemsky als Schulabsolventin die Entscheidung trifft, Filmschauspielerin zu werden und daraufhin von Robert Bresson die Hauptrolle in seinem Film Zum Beispiel Balthasar angeboten bekommt. Diese Zeit ist mit inneren Konflikten, die die strenge Disziplin bei den Proben mit sich bringt, geprägt. Die innere Anspannung verschärfen auch die Beziehung zu ihrer Familie, die sich unzufrieden mit der Wahl des Schauspielerberufs durch ihre Tochter zeigt.
Die Beziehung zu Bresson beschreibt die Ich-Erzählerin als liebevoll, jedoch verweigert sie ihm einen Kuss, als er sie darum bittet. Sie erfährt auch, dass Bressons Liebenswürdigkeit beim Dreh sich in autoritäre Strenge verwandeln kann. Anfangs entspricht der Film, in dem sie die Hauptrolle spielt, noch nicht ihrem Geschmack, der noch von leichten Unterhaltungsfilmen geprägt ist.
Weitere Ereignisse sind die ständigen Wechsel des Drehortes zwischen Paris und Guyancourt im Département Yvelines, ihre Weigerung, eine Nacktszene zu spielen und eine schmerzhafte Ohrfeige ihres Filmpartners, die laut Drehbuch nur angedeutet werden sollte.
Wiazemsky trifft das jähe Ende der Routine nach dem Drehende unvorbereitet. Bresson gesteht ihr später, er habe sich während der Produktion jünger gefühlt und merkt auch an, dass sie erst im Alter diesen Satz zu verstehen wisse.

## Kritik
„Höchst fasziniert ist Thomas Laux von diesem Roman von Anne Wiazemsky, die darin von ihren Anfängen als Schauspielerin im Alter von siebzehn Jahren beim Filmdreh mit Robert Besson und ihrem zwiespältigem Verhältnis zum Filmregisseur erzählt. Mit großem Interesse liest der Rezensent, wie sich das junge Mädchen und der über 60-jährige Regisseur erst ausgesprochen "zögerlich" annähern und wie sich eine Beziehung von großer Ambivalenz entwickelt. Während sich Besson Wiazemsky gegenüber mal als "Verführer", mal als "Beschützer" gibt, weiß sich die Schauspielerin mit erfrischender Natürlichkeit zu behaupten, stellt Laux fest. Ihn hat auch der Roman dieser "seltsamen" Beziehung durch seine Authentizität und seine Frische überzeugt.“

## Auszeichnungen
Anne Wiazemsky wurde 2007 mit dem Prix Jean-Freustié für Jeune fille ausgezeichnet.

## Ausgaben
- Jeune fille. Aus dem Französischen von Judith Klein, Beck, München 2009, ISBN 978-3-406-58389-6.